# Bariu
Bariul (din gr. βαρύς: "greu", din cauza densității mineralului barita ) este un element chimic cu simbolul Ba și numărul atomic 56. În tabelul periodic al elementelor se găsește în perioada a șasea și grupa a II-a principală, fiind astfel un metal alcalino-pământos. A fost identificat pentru prima oară de către Carl Wilhelm Scheele. Bariu este în stare liberă metalic, strălucitor și de culoare alb-argintie. În natură nu se găsește, în stare liberă, din cauza reactivității sale ridicate. Bariul metalic este ușor inflamabil. Combinațiile sale solubile sunt toxice.

## Istorie
Mineralele de bariu au fost examinate pentru prima dată în anul 1602, de către pantofarul și alchemistul italian Vicenzo Casciarolo. Acesta a observat că mineralele strălucesc în întuneric dupa încălzire. Prin publicația lui Ulisse Aldrovandi au devenit cunoscute sub numele de "pietre boloneze". Era vorba despre barita, care la încălzirea cu substanțe organice, devine fosfores¬centă.
În 1774 chimistul suedez Carl Wilhelm Scheele, prin examinarea gipsului, a identificat oxidul de bariu (BaO). Doi ani mai târziu Johan Gottlieb Gahn a descoperit aceeași combinație, prin examinări asemănătoare. De asemenea în secolul 18 mineralogul englez William Withering a observat în minele de plumb din Cumberland, un mineral greu. Deoarece nu putea fii minereu de plumb, Withering l-a denumit "terra ponderosa". Minereul este cunoscut astăzi sub numele de witerita (Carbonatul de bariu BaCO3).
Bariu metalic a fost obținut pentru prima dată în 1808 de către Sir Humphry Davy în Anglia, prin electroliza unui amestec alcătuit din oxid de bariu (BaO) și oxid de mercur (HgO). Numele de bariu i-a fost dat după mineralul său, barita.
Robert Bunsen și Augustus Matthiessen au obținut bariu în stare pură în anul 1855, prin electroliza unui amestec, format din clorură de bariu (BaCl2) și clorură de amoniu (NH4Cl). În 1910 Marie Curie izolează radiu, într-un amestec cu bariu. Metalul a jucat un rol important și în anul 1938 în experimentele nucleare ale lui Otto Hahns și Fritz Straßmann. Ei au bombardat încet uraniu cu neutroni și spre marea lor surpriză printre produșii de reacție s-a găsit și bariu. Găsirea a fost interpretată de ei ca o divizare corecta a nucleului de uraniu.

## Răspândire în natură
Din cauza reactivității sale crescute, bariu nu se găsește în natură în stare liberă, ci doar  sub forma unor compuși. Cu o pondere de aproximativ 0,039%, bariu este al 14-lea cel mai întâlnit element al scoarței terestre.
Bariu se găsește în barită (sulfat de bariu cristalizat BaSO4), din care se și obține cel mai des, și witerită (carbonat de bariu BaCO3). Producția mondială anuală de barită a crescut în ultimii 30 de ani de la aproximativ 4,8 milioane tone (1973) la 6,7 milioane tone (2003). Rezervele mondiale sunt estimate la 2 miliarde tone. Descompunerea compușilor de bariu se realizează pretutindeni; principalele țări producătoare de bariu sunt: China, Mexic, India, Turcia, USA, Germania, Cehia, Maroc, Irlanda, Italia și Franța.

## Metode de obținere
Anual se obțin 4-6 milioane tone de sulfat de bariu (BaSO4). Din această cantitate doar o mică parte este transformată în metal. Obținerea metalului din carbonatul de bariu (BaCO3) este mai simplă, dar în natură acesta se găsește mai greu decât sulfatul de bariu (BaSO4). Practic se obține bariu din barită, care este transformată în oxid de bariu (BaO) și redusă cu ajutorul siliciului și aluminiului într-un vacuum de 1200 °C. Conform reacțiilor:
BaSO4 (s) + 2C (s) →BaS (s) +2CO2 (g)
Sulfatul de bariu reacționează cu carbonul, formând sulfura de bariu (BaS) și dioxid de carbon (CO2)
BaS (s) + H2O (l) +CO2 (g) →BaCO3 (s) +H2S (g)
Sulfura de bariu amestecată cu apă (H2O) și dioxid de carbon (CO2) formează carbonatul de bariu (BaCO3) și hidrogenul sulfurat (H2S)
BaCO3 (s) →BaO (s) + CO2 (g)
Carbonatul de bariu (BaCO3) se depune, deoarece este insolubil în apă; acesta la căldură se descompune în oxid de bariu (BaO) și dioxid de carbon (CO2).
3BaO (s) + 2Al (s) → Al2O3 (s) + 3Ba (s)
Oxidul de bariu (BaO) reacționează cu aluminiu (Al) formând oxidul de aluminiu (Al2O3) și bariu (Ba) pur.  Această reacție este o variantă a procesului termit.
Bariu de puritate înaltă se obține din electroliza clorurii de bariu (BaCl2) topite , care este ulterior supusă vacuumului

## Proprietăți

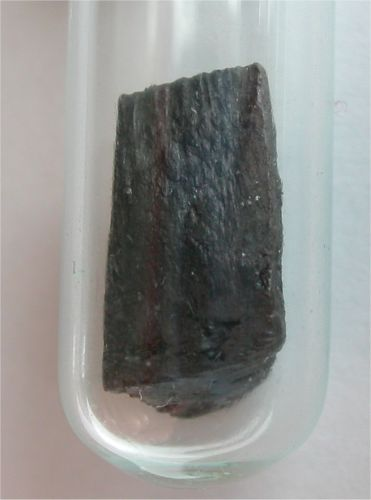
Bariu oxidat

### Proprietăți fizice
Bariu este un metal alcalino-pământos solid, paramagnetic, care cristalizează într-o rețea cubică, cu fețe centrate. Culoarea alb-argintie a bariului metalic devine în contact cu aerul gri mat, deoarece oxidează la suprafață. (vezi poza) Bariu generează o flacără de culoare verde cu liniile spectrale caracteristice de 524,2 și 513,7 nm. Bariu are densitatea 3,62 g/cm3 (la 20 °C) numărându-se astfel printre metalele ușoare. Are o duritate de 1,25 fiind astfel cel mai moale dintre metalele alcalino-pământoase. Punctul de topire este de 1000 K (727 °C), iar punctul de fierbere 1913 K (1640 °C). Potentialul standard are valoarea de -2,912 V.

### Proprietăți chimice
Proprietățile chimice sunt asemănătoare cu cele ale calciului (Ca) și celelalte metale alcalino-pământoase. Bariu (Ba) reacționează mai puternic, decât majoritatea metalelor alcalino-pământoase, cu apa (H2O) și cu oxigenul (O2) și se dizolvă ușor în aproape toți acizii- excepție face acidul sulfuric concentrat (H2SO4), pentru că se formează un strat sulfuric (pasivare) ce oprește reacția. Din cauza reactivității sale crescute este păstrat în lichide de protecție. 
Spre deosebire de celelalte metale alcalino-pământoase, bariu oxidează la suprafață și în prezența aerului uscat se poate aprinde.

## Izotopi și proprietăți radioactive
În natură se găsesc șapte izotopi stabili ai bariului, dintre care 138Ba este cel mai întâlnit (71,8%). Se mai cunosc 33 de izotopi radioactivi ai bariului. Aceștia au timpii de înjumătățire între 10,5 ani pentru 133Ba și 150 nanosecunde pentru 153Ba, cei mai mulți se dezintegrează în câteva secunde. Izotopii bariului au de la 58 până la maxim 97 de neutroni (de la 114Ba la 153Ba). Izotopii stabili ai bariului apar din diferite serii de dezintegrare; de exemplu: 137I in 137Ba. Izotopii radioactivi se descompun în izotopii lantan (La), xenon (Xe), cesiu (Cs) si iod (I).
- {\displaystyle \mathrm {^{252}_{\ 98}Cf\ \longrightarrow \ _{\ 56}^{142}Ba\ +\ _{\ 42}^{106}Mo\ +\ 4\ _{0}^{1}n} }

Californiu se descompune spontan în bariu, molibden și patru neutroni
- {\displaystyle \mathrm {^{1}_{0}n\ +\ _{\ 92}^{235}U\ \longrightarrow \ _{\ 56}^{145}Ba\ +\ _{36}^{88}Kr\ +\ 3\ _{0}^{1}n} }

Uraniu acceptă un neutron lent și se descompune în bariu, kripton (Kr) și trei neutroni rapizi. (Prima dovadă a fisiunii nucleare)

## Aplicații
Se mai foloseste aliajul nichel-bariu pentru bujii. În plus în amestecul aliajelor din plumb cu diferite metale, se adaugă bariu pentru creșterea durității..
Bariu în stare pură are puține aplicații, producția este de puține tone pe an. Cea mai importantă aplicație este cea de reproducător în tubul de vid, de exemplu la televizor. Reacționează rapid cu resturi de gaze precum oxigen (O2), azot (N2), dioxid de carbon (CO2) sau vapori de apă. Bariu poate include și gaze inerte, pe care le elimină astfel din tubul de vid. De asemenea la temperaturile folosite metalul are presiunea vaporilor scăzută.

## Identificare

### Reacții pe cale umedă
Na2SO4 + BaCl2 →  BaSO4 ↓ + 2NaCl
Una dintre reacțiile de indentificare este cea cu acid sulfuric diluat (H2SO4), de unde rezultă sulfatul de bariu (BaSO4).
Dacă bariu se găsește în asociație cu alte elemente, care formează sulfați greu solubili, atunci această procedură nu poate fii folosită. Separarea și identificarea au loc doar atunci, când există doar metale alcalino-pământoase, după metoda cromat-sulfat (vezi grupa carbonatului de amoniu). Prin acest procedeu soluția de bariu se amestecă cu cea de cromat de potasiu, obținându-se cromatul de bariu, un precipitat galben. Sunt prezente și alte elemente cu sulfați greu solubili, atunci va avea loc o separare adecvată a cationilor. (vezi analiza calitativă).

### Metode instrumentale
O altă metodă de identificare a bariului este spectroscopia atomică. Identificarea bariului și a sărurilor de bariu are loc prin intermediul spectrului de frecvențe caracteristice. Tipurile de dispozitive folosite sunt de exemplu spectrometrul de absorbție atomică cu flacără sau spectrometrul de emisie atomică cu plasma cuplata inductiv. Astfel pot fii identificate chiar și urmele de bariu. În cazul în care nu există un spectrometru la îndemână, în diferite circumstanțe se poate ține o probă deasupra unei flăcări și se observă colorarea verde a flăcării. Nu se poate folosi metoda flăcării în cazul în care sunt prezente elemente cu o culoare a flăcării similară.

## Toxicologie
Toate combinațiile bariului solubile în apă sau în acid sunt toxice. O doză de 1 până la 15 grame, în funcție de concentrația combinațiilor de bariu, este mortală pentru un adult. În radiologie se folosește sulfatul de bariu, insolubil, ca agent de contrast în reprezentarea tractului gastro-intestinal. Din acest motiv trebuie să fie folosită substanța pură. În farmacii există posibilitatea de confuzie datorată termenilor latini: „Barium sulfuricum” (sulfat de bariu) și „Barium sulfuratum” (sulfid de bariu). Intoxicațiile cu bariu au loc adesea la locul de muncă sau în apropierea locului de prelucrare al acestuia. Bariu poate fi inhalat sau poate ajunge în organism prin apa potabilă.
Bariu se poate depune în mușchi, plămâni și oase, deoarece seamănă cu calciul, dar se absoarbe mai repede. Timpul de înjumătățire în oase este de aproximativ 50 de zile. După ce calciul este înlocuit și la nivelul membranei celulare a musculaturii cu bariu - chiar și la doze mici - are loc creșterea permeabilității și a contracției musculare, care poate duce la creșterea tensiunii arteriale, la reducerea ritmului cardiac, dar poate provoca și crampe musculare.
Primul ajutor se poate da prin adăugarea de soluție de sulfat de sodiu (Na2SO4) sau sulfat de potasiu (K2SO4), astfel ionii de bariu formează sulfatul de bariu (BaSO4), care nu este toxic. În spital se poate îndepărta bariu prin dializă.

## Bariu în natura vie
Plantele absorb bariu din pământ. Cea mai mare concentrație regăsită într-o cultură este în nucile de Brazilia, cu o cotă de 1%, corespunzând la 10.000 ppm (părți per milion).
S-a dovedit că dependente de bariu sunt algele ornamentale (Desmidiaceae), o familie de organisme unicelulare, algele verzi (Chlorophyta) mari de 1 milimetru, care trăiesc în ape dulci, sărace în nutrienți, găsindu-se în special în mlaștini. În celulele lor se găsesc cavități, umplute cu lichide, în care se găsesc minuscule cristale de sulfat de bariu (BaSO4). Dacă mai este nevoie de bariu, acesta este extras selectiv din apă (H2O) chiar și la concentrații extrem de mici de 1ppb (părți per miliard). Chiar și la ordinele de mărime, concentrațiile mai mari ale calciului, nu schimbă nimic. Invers însă unele organism tolerează și o doză mortală de bariu, de până la 35 ppm (părți per milion). Funcția biologică a cristalelor este încă incertă, se presupune însă a avea un rol în percepția gravitației. S-a dovedit că bariu este esențial pentru plante, deoarece în absența sa, ele încetează să mai crească.
În organismul uman se găsește, de asemenea bariu - proporția medie în țesuturi este de 100 ppb (părți per miliard), în sânge și în oase fiind mai mică, 70 ppb. Prin alimentația zilnică se absoarbe cam 1 miligram de bariu.

## Combinații

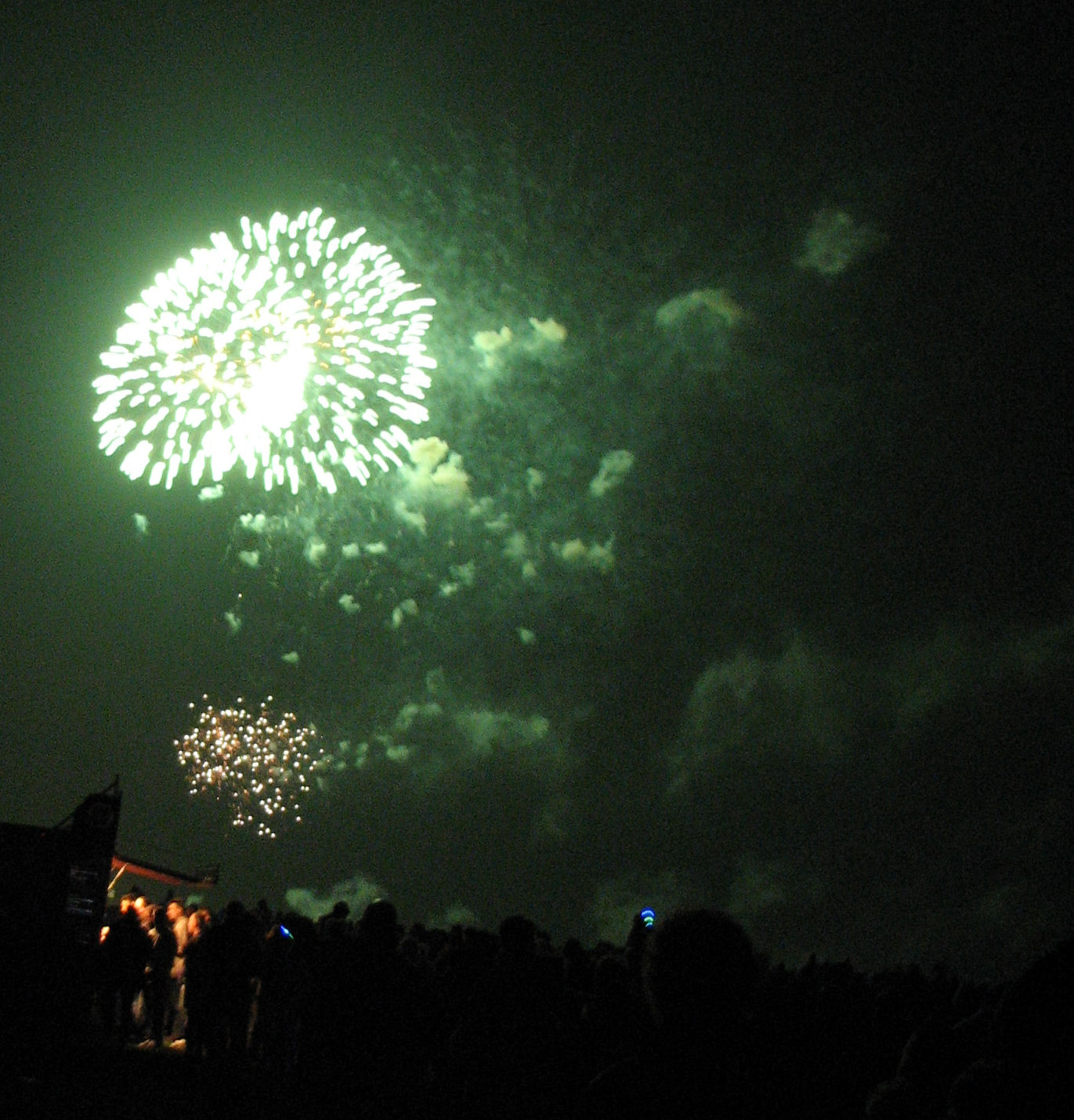
Artificii: Culoarea verde a bariului

Cam toate combinațiile bariului se găsesc la gradul de oxidare +2. Acestea sunt săruri incolore, solide. Caracteristic pentru combinațiile bariului este că pot arde cu flacără verde.

### Combinații cu oxigenul
Există două tipuri de combinații ale bariului cu oxigenul, oxidul de bariu (BaO) și peroxidul de bariu (BaO2). Oxidul de bariu (BaO) adsoarbe apa (H2O) și dioxidul de carbon (CO2) fiind utilizat în mod corespunzător. Peroxidul de bariu (BaO2), se obține din oxidul de bariu (BaO), fiind un puternic oxidant. Este folosit în pirotehnie. Peroxidul de bariu (BaO2) poate fi folosit în obținerea apei oxigenate (H2O2). Dacă se dizolvă oxidul de bariu (BaO) în apă, se obține o bază tare, hidroxidul de bariu (Ba(OH)2), care este utilizată pentru identificarea ionilor carbonat (-CO3).

### Combinații cu halogenii
Cu halogenii bariu formează combinații de tipul BaX2. Cu excepția fluorurii de bariu (BaF2), ce cristalizează în structura fluorurii, celelalte cristalizează în structura clorurii de plumb (PbCl2). Fluorura de bariu (BaF2) are o suprafață transparentă mare, fiind folosită în industria optică; clorura de bariu (BaCl2), toxică și ușor solubilă, este folosită ca materie primă pentru obținerea altor combinații ale bariului, ca agent de precipitare a sulfaților, în identificarea și dedurizarea acestora.

### Combinații cu oxiacizi
Nitratul de bariu (Ba(NO3)2), iodatul de bariu (Ba(IO3)2) și cloratul de bariu (Ba(ClO3)2) sunt folosite, datorită proprietăților oxidante și a arderii cu flacără de culoare verde, în pirotehnie. 
Carbonatul de bariu (BaCO3) este o eficace otravă de șobolani, fiind utilizat și ca materie primă pentru fabricarea sticlei și a feritei.
Sulfatul de bariu (BaSO4) este din punct de vedere tehnic cea mai importantă combinație a bariului. Spre deosebire de ceilalți compuși, datorită solubilității scăzute, nu este toxic. Este folosit în principal în producția petrolului pentru creșterea densității noroiului de foraj.
Vezi și: acetat de bariu.

## Izotopii de bariu
| simbolul izotopului | Z(p)              | N(n)              | greutatea izotopilor (u) | timp de înjumătățire             | rotirea nucleară | reprezentantul compoziției izotopice (fracția molară) | rangul de variație naturală (fracția molară) |
| simbolul izotopului | energia eliberată | energia eliberată | energia eliberată        | timp de înjumătățire             | rotirea nucleară | reprezentantul compoziției izotopice (fracția molară) | rangul de variație naturală (fracția molară) |
| ------------------- | ----------------- | ----------------- | ------------------------ | -------------------------------- | ---------------- | ----------------------------------------------------- | -------------------------------------------- |
| 114Ba               | 56                | 58                | 113.95068(15)            | 530(230) ms [0.43(+30-15) s]     | 0+               |                                                       |                                              |
| 115Ba               | 56                | 59                | 114.94737(64)#           | 0.45(5) s                        | (5/2+)#          |                                                       |                                              |
| 116Ba               | 56                | 60                | 115.94138(43)#           | 1.3(2) s                         | 0+               |                                                       |                                              |
| 117Ba               | 56                | 61                | 116.93850(32)#           | 1.75(7) s                        | (3/2)(+#)        |                                                       |                                              |
| 118Ba               | 56                | 62                | 117.93304(21)#           | 5.2(2) s                         | 0+               |                                                       |                                              |
| 119Ba               | 56                | 63                | 118.93066(21)            | 5.4(3) s                         | (5/2+)           |                                                       |                                              |
| 120Ba               | 56                | 64                | 119.92604(32)            | 24(2) s                          | 0+               |                                                       |                                              |
| 121Ba               | 56                | 65                | 120.92405(15)            | 29.7(15) s                       | 5/2(+)           |                                                       |                                              |
| 122Ba               | 56                | 66                | 121.91990(3)             | 1.95(15) min                     | 0+               |                                                       |                                              |
| 123Ba               | 56                | 67                | 122.918781(13)           | 2.7(4) min                       | 5/2(+)           |                                                       |                                              |
| 124Ba               | 56                | 68                | 123.915094(13)           | 11.0(5) min                      | 0+               |                                                       |                                              |
| 125Ba               | 56                | 69                | 124.914473(12)           | 3.5(4) min                       | 1/2(+#)          |                                                       |                                              |
| 126Ba               | 56                | 70                | 125.911250(13)           | 100(2) min                       | 0+               |                                                       |                                              |
| 127Ba               | 56                | 71                | 126.911094(12)           | 12.7(4) min                      | 1/2+             |                                                       |                                              |
| 127mBa              | 80.33(12) keV     | 80.33(12) keV     | 80.33(12) keV            | 1.9(2) s                         | 7/2-             |                                                       |                                              |
| 128Ba               | 56                | 72                | 127.908318(11)           | 2.43(5) d                        | 0+               |                                                       |                                              |
| 129Ba               | 56                | 73                | 128.908679(12)           | 2.23(11) h                       | 1/2+             |                                                       |                                              |
| 129mBa              | 8.42(6) keV       | 8.42(6) keV       | 8.42(6) keV              | 2.16(2) h                        | 7/2+#            |                                                       |                                              |
| 130Ba               | 56                | 74                | 129.9063208(30)          | PRIMORDIAL radioactive [7E+13 a] | 0+               | 0.00106(1)                                            |                                              |
| 130mBa              | 2475.12(18) keV   | 2475.12(18) keV   | 2475.12(18) keV          | 9.54(14) ms                      | 8-               |                                                       |                                              |
| 131Ba               | 56                | 75                | 130.906941(3)            | 11.50(6) d                       | 1/2+             |                                                       |                                              |
| 131mBa              | 187.14(12) keV    | 187.14(12) keV    | 187.14(12) keV           | 14.6(2) min                      | 9/2-             |                                                       |                                              |
| 132Ba               | 56                | 76                | 131.9050613(11)          | STABLE [>300E+18 a]              | 0+               | 0.00101(1)                                            |                                              |
| 133Ba               | 56                | 77                | 132.9060075(11)          | 10.51(5) a                       | 1/2+             |                                                       |                                              |
| 133mBa              | 288.247(9) keV    | 288.247(9) keV    | 288.247(9) keV           | 38.9(1) h                        | 11/2-            |                                                       |                                              |
| 134Ba               | 56                | 78                | 133.9045084(4)           | STABLE                           | 0+               | 0.02417(18)                                           |                                              |
| 135Ba               | 56                | 79                | 134.9056886(4)           | STABLE                           | 3/2+             | 0.06592(12)                                           |                                              |
| 135mBa              | 268.22(2) keV     | 268.22(2) keV     | 268.22(2) keV            | 28.7(2) h                        | 11/2-            |                                                       |                                              |
| 136Ba               | 56                | 80                | 135.9045759(4)           | STABLE                           | 0+               | 0.07854(24)                                           |                                              |
| 136mBa              | 2030.466(18) keV  | 2030.466(18) keV  | 2030.466(18) keV         | 308.4(19) ms                     | 7-               |                                                       |                                              |
| 137Ba               | 56                | 81                | 136.9058274(5)           | STABLE                           | 3/2+             | 0.11232(24)                                           |                                              |
| 137m1Ba             | 661.659(3) keV    | 661.659(3) keV    | 661.659(3) keV           | 2.552(1) min                     | 11/2-            |                                                       |                                              |
| 137m2Ba             | 2349.1(4) keV     | 2349.1(4) keV     | 2349.1(4) keV            | 0.59(10) µs                      | (17/2-)          |                                                       |                                              |
| 138Ba               | 56                | 82                | 137.9052472(5)           | STABLE                           | 0+               | 0.71698(42)                                           |                                              |
| 138mBa              | 2090.54(6) keV    | 2090.54(6) keV    | 2090.54(6) keV           | 800(100) ns                      | 6+               |                                                       |                                              |
| 139Ba               | 56                | 83                | 138.9088413(5)           | 83.06(28) min                    | 7/2-             |                                                       |                                              |
| 140Ba               | 56                | 84                | 139.910605(9)            | 12.752(3) d                      | 0+               |                                                       |                                              |
| 141Ba               | 56                | 85                | 140.914411(9)            | 18.27(7) min                     | 3/2-             |                                                       |                                              |
| 142Ba               | 56                | 86                | 141.916453(7)            | 10.6(2) min                      | 0+               |                                                       |                                              |
| 143Ba               | 56                | 87                | 142.920627(14)           | 14.5(3) s                        | 5/2-             |                                                       |                                              |
| 144Ba               | 56                | 88                | 143.922953(14)           | 11.5(2) s                        | 0+               |                                                       |                                              |
| 145Ba               | 56                | 89                | 144.92763(8)             | 4.31(16) s                       | 5/2-             |                                                       |                                              |
| 146Ba               | 56                | 90                | 145.93022(8)             | 2.22(7) s                        | 0+               |                                                       |                                              |
| 147Ba               | 56                | 91                | 146.93495(22)#           | 0.893(1) s                       | (3/2+)           |                                                       |                                              |
| 148Ba               | 56                | 92                | 147.93772(9)             | 0.612(17) s                      | 0+               |                                                       |                                              |
| 149Ba               | 56                | 93                | 148.94258(21)#           | 344(7) ms                        | 3/2-#            |                                                       |                                              |
| 150Ba               | 56                | 94                | 149.94568(43)#           | 300 ms                           | 0+               |                                                       |                                              |
| 151Ba               | 56                | 95                | 150.95081(43)#           | 200# ms [>300 ns]                | 3/2-#            |                                                       |                                              |
| 152Ba               | 56                | 96                | 151.95427(54)#           | 100# ms                          | 0+               |                                                       |                                              |
| 153Ba               | 56                | 97                | 152.95961(86)#           | 80# ms                           | 5/2-#            |                                                       |                                              |